# Jules-Élie Delaunay

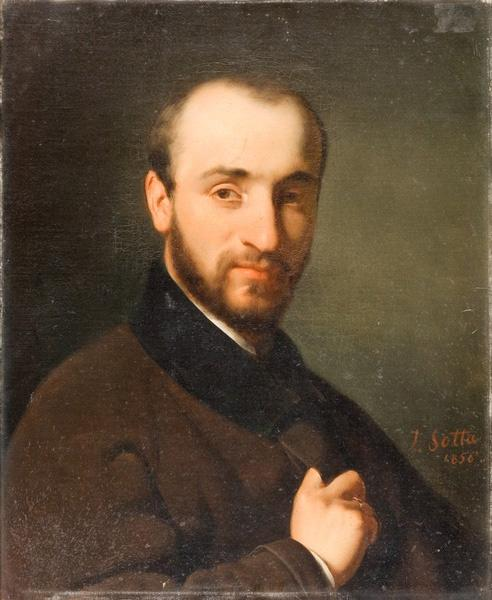
Porträt von Joachim Sotta

Jules-Élie Delaunay (* 12. Juni 1828 in Nantes; † 5. September 1891 in Paris) war ein französischer Maler.

## Leben
Jules-Élie Delaunay war ein Schüler von Hippolyte Flandrin und Lamothe und erlangte 1856 den großen Preis für Rom und trat 1865 mit einem Bilde der Kommunion der Apostel aus, das zwar auf die Nachahmung Raffaels gegründet, doch eigenen poetischen Schwung und Wärme des Gefühls verriet. Es kam in das Musée du Luxembourg in Paris, ebenso wie die drei folgenden historischen und mythologischen Kompositionen: die Pest in Rom (1869), der Tod des Nessus (1870) und Diana (1872).
Von seinen späteren Schöpfungen sind zu nennen: der Triumph Davids (1874) und der Sturz Ixions in den Hades (1876). Er hat zudem zahlreiche Porträts gemalt und dekorative Malereien in der Kirche La Trinité (Paris) und in der Neuen Oper (Triumph des Gesanges) ausgeführt.